# Чужие среди чужих
«Чужи́е среди́ чужи́х» — музыкальный альбом рок-группы «Машина времени», записанный в студии М. Магомаева в 1984 году и изданный в 2024. Выдержан в стилях рок-н-ролл и арт-рок.
Является единственным альбомом группы, в создании которого клавишник Александр Зайцев принял участие также и в качестве вокалиста (песня «Он был первым из первых»). Был официально издан 24 мая 2024 к сорокалетию записи.

## История
Последней крупной студийной работой группы, предшествовавшей альбому «Чужие среди чужих», являлась запись звуковой дорожки к кинофильму «Душа» в 1981 году. К этому моменту «Машина времени» окончательно закрепилась на профессиональной сцене и обрела всесоюзную популярность.
Работа над новым музыкальным материалом — впервые со времени записи дебютной пластинки группы в 1969 году — была изначально организована именно как запись целостного альбома. Звукорежиссёром выступил Владимир Ширкин — звукоинженер и музыкант, профессионально записывавший музыкальные альбомы различных ансамблей.
Андрей Макаревич об альбоме:
«… У нас нет никакой <…> систематизации магнитоальбомов. Мы лишь записывали песни и выпускали в свет. Кто-то составлял из них один магнитоальбом, кто-то другой компоновал его по-своему, и множество вариантов до сих пор продолжает гулять по стране. Первый настоящий магнитоальбом, составленный нами, был записан в 1985 году и назывался „Чужие среди чужих“».

(Из интервью А. Макаревича Д. Шавырину. Ночное интервью накануне двадцатилетия // Московский комсомолец. 1989. 27 мая).
Позже издание «Кто есть кто в советском роке. Иллюстрированная энциклопедия отечественной рок-музыки» включило данный альбом в дискографию группы. В статье «Машина времени»: назад в будущее" он назван «первым концептуальным» магнитоальбомом группы.

В 2024 произошёл официальный релиз альбома с ремастерингом Евгения Гапеева, ранее выпускались лишь отдельные песни: «Время» и «Ночь» в 1987 г. были включены в альбом «Реки и Мосты», песня «Морской закон» — в 1993 г. в сборник «Лучшие песни 1979—1985», песни «Чужие среди чужих», «Первый шаг», «По морю плавать…» — в 1995 г. в сборник «Кого ты хотел удивить?», песни «Он был первым из первых», «Шахматы» — в 2004 г. в сборник «Неизданное. Том 2» (Песня «Он был первым из первых» при издании переименована в «Первый из первых (Певец-одиночка)»). Таким образом, в течение двадцати лет с момента записи альбома «Чужие среди чужих» на различных сборниках было издано 8 песен, то есть почти 70 % музыкального материала альбома.
Песни «Весь мир сошёл с ума», «Старые друзья» и «Разговор в поезде» в 1987 г. были перезаписаны для альбома «Реки и Мосты», песня «Чужие среди чужих» — в 2016 г. для альбома «ВЫ».
Песня «Новогодняя» с 1984 г. более не перезаписывалась и не переиздавалась и существует только в варианте, записанном для альбома «Чужие среди чужих». В 1989 г. с этой песней группа приняла участие в съемках новогодней программы Ленинградского телевидения «Ночь—90».
Единственный видеоклип был снят в 1989 г. на песню «Морской закон». Съёмки производились на корабле в порту Калининград.

## Список композиций
Автор всех песен, кроме отмеченных — А. Макаревич.
1. Чужие среди чужих (А. Кутиков — А. Макаревич) 02:28
2. Первый шаг 03:51
3. Морской закон 03:51
4. Ночь (А. Кутиков — А. Макаревич) 04:51
5. Весь мир сошёл с ума 05:16
6. Новогодняя (А. Кутиков — А. Макаревич) 04:00
7. Шахматы 03:00
8. Он был первым из первых (А. Зайцев) 02:30
9. Старые друзья 05:02
10. Разговор в поезде 02:24
11. Время 04:15
12. По морю плавать… 02:00

## Участники записи
«Машина времени»:
- Андрей Макаревич — вокал, гитара, фортепиано;
- Александр Кутиков — вокал, бас-гитара, звукорежиссёр;
- Александр Зайцев — вокал, клавишные, аккордеон (6);
- Валерий Ефремов — ударные.

Технический персонал:
- Владимир Ширкин — звукорежиссёр.